# ジューイッシュ・エンサイクロペディア
ジューイッシュ・エンサイクロペディア （Jewish Encyclopedia）  あるいは「ユダヤ百科事典」とは、1901年から1906年にかけて出版された、ユダヤの歴史、ユダヤ教、ユダヤ人等についての、英語で書かれた百科事典である。いにしえの時代から1901年の出版当時までの事柄について、15,000以上におよぶ記事を掲載。全12巻。ニューヨークにて Funk and Wagnalls社より出版。現在、パブリック・ドメインの資料となっている。
ジューイッシュ・エンサイクロペディアの評価
- 1900年代初頭に書かれたにもかかわらず、きわめて学術的であり、今でも記事の多くは、ユダヤ史の研究者らにとって価値があるものである、といった主旨のことをトロント大学図書館のジェニー・メンデルゾーン (Jenny Mendelsohn) は、ユダヤ人とユダヤ教についてのオンライン・ガイドにおいて述べている。

- 1900年以前の出来事に関しては、近年になって英語で書かれたいくつかのユダヤ百科事典よりも学術性が高い、とジョシュア・シーガル（Josha L. Seagal、改革派ユダヤ教徒のラビ）は見なしている。

## オンライン版
原典を、下の「外部リンク」のWebサイトから利用することができる。
原典の図版を高品質でスキャンしたJPEG画像も添えられており、Unicodeにも正確に変換されている。